# キャンドルシュー/セント・エドモンドの秘宝
『キャンドルシュー/セント・エドモンドの秘宝』（Candleshoe）は1977年のアメリカ合衆国の映画。マイケル・イネスの小説を原作としたアドベンチャー作品。出演はジョディ・フォスターやデヴィッド・ニーヴン、ヘレン・ヘイズなど。
日本では劇場未公開だが、VHS発売やビデオ・オン・デマンドでの配信がおこなわれている。また『セント・エドモンドの秘密』の題が使われることがある。
邸宅のコンプトン・ウィンイエテスや、セヴァーン渓谷鉄道で撮影が行われた。

## キャスト
| 役名                   | 俳優                     | 日本語吹替 |
| ---------------------- | ------------------------ | ---------- |
| ケイシー               | ジョディ・フォスター     | 笠原弘子   |
| プライオリ執事         | デヴィッド・ニーヴン     | 中村正     |
| セント・エドモンド夫人 | ヘレン・ヘイズ           | 京田尚子   |
| ハリー                 | レオ・マッカーン         | 熊倉一雄   |
| クララ                 | ヴィヴィアン・ピックルズ |            |
| クラニー               | ヴェロニカ・クィリガン   |            |
| ピーター               | イアン・シャロック       | 菊池英博   |
| アンナ                 | サラ・タマクニ           | 坂本真綾   |
| ジェンキンス           | ジョン・アルダーソン     | 安西正弘   |
| マックレス夫人         | ミルドレッド・シェイ     |            |
| マクレス               | マイケル・バルフォア     |            |
| スレッシャー           | シドニー・ブロムリー     | 沢りつお   |

## スタッフ
- 監督：ノーマン・トーカー
- 製作：ロナルド・W・ミラー
- 脚本：デヴィッド・スウィフト、ローズマリー・アン・シッソン
- 撮影：ポール・ビーソン
- 音楽：ロン・グッドウィン